# Katja Višnar
Katja Višnar (Bled, Yugoslavia, 21 de marzo de 1984) es una deportista eslovena que compite en esquí de fondo.
Ganó una medalla de plata en el Campeonato Mundial de Esquí Nórdico de 2019, en la prueba de velocidad por equipo. Participó en tres Juegos Olímpicos de Invierno, en los años 2010 y 2018, ocupando el octavo lugar en Pyeongchang 2018, en la prueba por relevos.

## Palmarés internacional
| Campeonato Mundial | Campeonato Mundial | Campeonato Mundial | Campeonato Mundial   |
| Año                | Lugar              | Medalla            | Prueba               |
| ------------------ | ------------------ | ------------------ | -------------------- |
| 2019               | Seefeld (Austria)  | Medalla de plata   | Velocidad por equipo |